# Diego Haro
Diego Mirko Haro Sueldo (Perú; 18 de diciembre de 1982)  es un árbitro de fútbol peruano que ha sido árbitro internacional de la FIFA desde 2013.
Estuvo en la Copa Mundial Sub-20 de la FIFA 2017.